# Skala Guttmana
Skala Guttmana – skala składająca się z szeregu hierarchicznie uporządkowanych pytań, dotyczących tego samego zagadnienia. Nazwa skali pochodzi od nazwiska jej twórcy Louisa Guttmana, izraelskiego socjologa amerykańskiego pochodzenia.
W tej metodzie tak dobieramy i szeregujemy pytania do skali, aby kolejno coraz mocniej wpływały na badaną cechę. Zakładamy przy tym, że jeśli respondent odpowiedział twierdząco na pytanie wysoko położone na skali, to powinien także odpowiedzieć twierdząco na poprzedzające je pytania.
Skala Guttmana wykorzystywana jest do badania postaw, stopnia akceptacji zjawisk budzących kontrowersje społeczne itp. Im wcześniej respondent zaczyna odpowiadać twierdząco na jakieś stwierdzenie, tym większa jest jego akceptacja ocenianych postaw, zachowań i zjawisk.